# Katzenfurter Grenzsteine

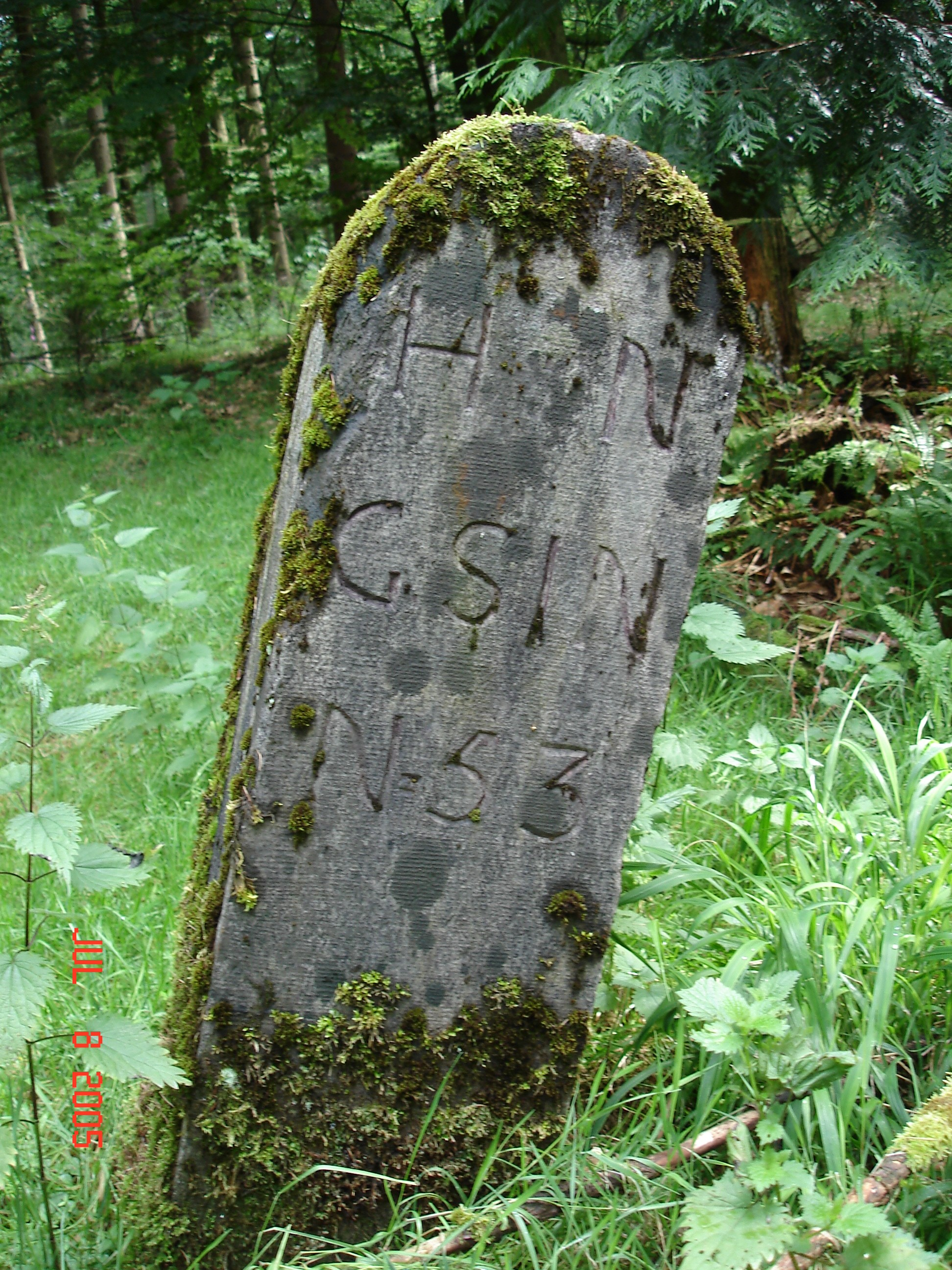
Inschrift: HN (Herzogtum Nassau) GSIN (Gemeinde Sinn) Grenzstein No. 53

Die historischen Katzenfurter Grenzsteine Nummer 49 bis 53 bei Ehringshausen gehören zu einer Grenzmarkierung, die nach der Neugliederung Europas, die als Ergebnis des Wiener Kongresses im heutigen Mittelhessen, vorgenommen wurde. Hier verlief entlang der mittelalterlichen Landhege die Staatsgrenze zwischen dem Königreich Preussen und dem Herzogtum Nassau.

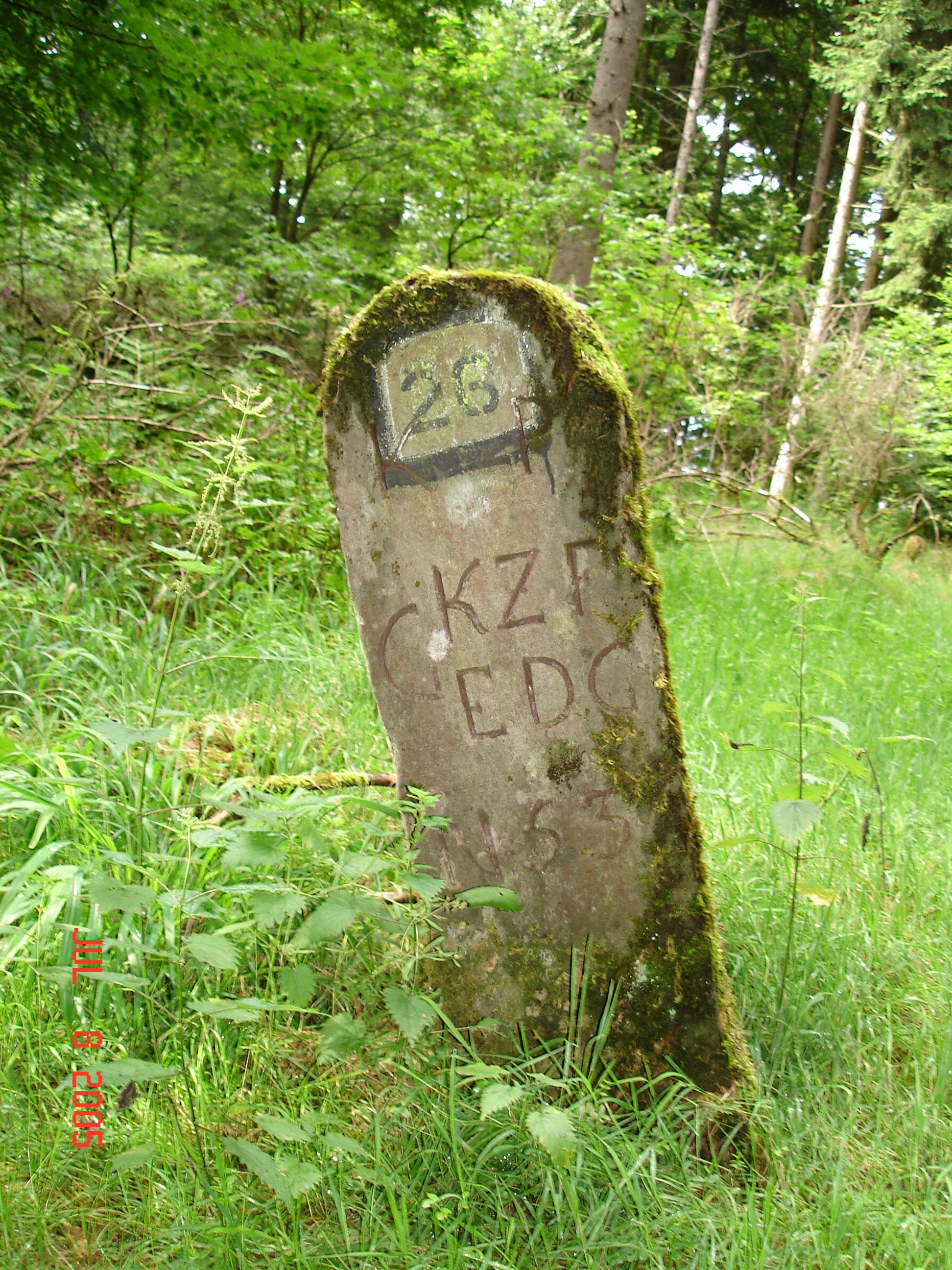
Grenzstein Nr. 53 (später mit 26 übermalt): Inschrift: KP (Königreich Preussen), KZF EDG mit Klammer (Katzenfurt / Edingen): Der Grenzstein markiert eine Besonderheit der Grenzziehung: Die Gemarkungen dieser beiden preußischen Gemeinden stoßen hier in einem spitzen Winkel zusammen

## Geschichte
Die Gemeinde Katzenfurt (heute Ortsteil der Großgemeinde Ehringshausen im Lahn-Dill-Kreis in Mittelhessen), die früher zum „Solmser Land“ (Grafschaft Solms-Greifenstein, ab 1693 Grafschaft Solms-Braunfels und ab 1742 Fürstentum Solms-Braunfels) gehörte, grenzt mit ihrer nördlichen Gemarkung an diejenige der Gemeinde Sinn, die von alters her „nassauisch“ war. Beide Gemeinden wurden also über Jahrhunderte durch eine Landesgrenze voneinander getrennt.
Nachdem das Fürstentum Solms-Braunfels 1815 dem Königreich Preußen zugeschlagen worden war und sich zur gleichen Zeit auf nassauischer Seite das Herzogtum Nassau neu gebildet hatte, erlangte die Grenze zwischen Katzenfurt und Sinn den Status einer Staatsgrenze, die im Jahre 1833 von dem damaligen preußischen Landvermessungsamt mit Grenzsteinen versehen wurde. Schon viel früher, vermutlich um 1493 wurden entlang der Grenze schwere Basaltsäulen zwischen den damaligen Grafschaften Solms-Greifenstein und Nassau-Dillenburg ohne Beschriftungen gesetzt. Sie sind ebenfalls heute noch sichtbar vorhanden.
Die Grenze zeichnet eine mittelalterliche Grenzbefestigung, die Landhege an der Hörre nach, die auch heute zwischen der Gellenbachmühle  und Katzenstein gut erkennbar ist.

## Beschreibung der Grenzsteine
Die von der preußischen Landvermessung angebrachten Kalksandsteine mit abgerundetem Kopf tragen auf der Katzenfurter Seite die Buchstaben „KP“ (Königreich Preußen) und darunter die Buchstaben „GKF“ bzw. „G KZF“ (Gemeinde Katzenfurt) und auf der Sinner Seite die Buchstaben „HN“ (Herzogtum Nassau) und „GS“ (Gemeinde Sinn). Die Grenzsteine sind von Ost nach West durchnummeriert und tragen, soweit sie entlang der Katzenfurter Gemarkung stehen, die Nummern 49 bis 53.
Die Zählung beginnt mit dem Grenzstein Nr. 1 (50° 41′ 59,7″ N, 8° 26′ 11,5″ O) am Dreiländereck (Hessen, Solms, Nassau) bei der Gellenbachmühle im Grenzbereich zwischen Altenkirchen und Bischoffen bei.
Am Standort der Nummer 51 befinden sich zwei Steine in einem Abstand etwa 10 m voneinander mit der gleichen Beschriftung. Zwischen diesen beiden Steinen überschritt in früherer Zeit die alte Poststraße aus Richtung Wetzlar kommend die Grenze um von dort steil abfallend nach Sinn und weiter nach Herborn zu führen. Eine weitere Besonderheit weist der Grenzstein Nr. 53 auf, der neben den vorerwähnten Beschriftungen auf preußischer Seite zusätzlich die Buchstaben „EDG“ für Edingen trägt. Dieser Grenzstein markiert damit zusätzlich die Gemeindegrenze zwischen Katzenfurt und Edingen.
1866 wurde das Herzogtum Nassau von Preußen annektiert, sodass die Grenze von diesem Zeitpunkt an den Status einer Staatsgrenze verlor und lediglich noch die beiden preußischen Kreise Wetzlar und Dillkreis trennte.

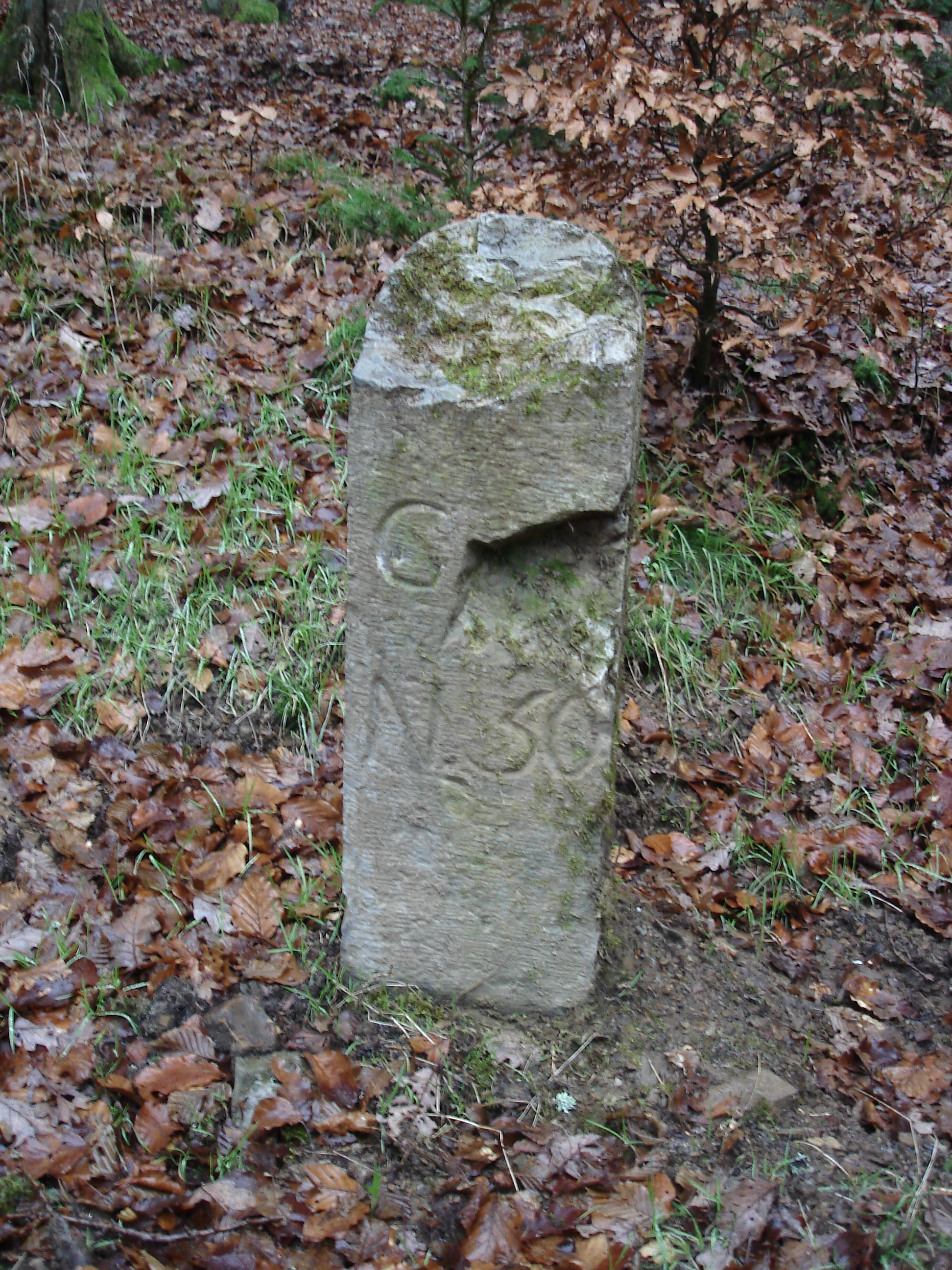
Dieser Grenzstein Nr. 50 wurde durch Vandalismus beschädigt. Der Katzenfurter Verein für Heimatgeschichte hat ihn wieder aufgestellt. Inschrift nur noch teilweise erkennbar.

### Lage der Grenzsteine
| Nr. | Koordinaten                 | Bild            |
| --- | --------------------------- | --------------- |
| 49  | 50° 38′ 25″ N, 8° 21′ 2″ O  |                 |
| 50  | 50° 38′ 16″ N, 8° 21′ 27″ O |                 |
| 51  | 50° 38′ 19″ N, 8° 21′ 13″ O | Bild gesucht BW |
| 52  | 50° 38′ 14″ N, 8° 21′ 38″ O | Bild gesucht BW |
| 53  | 50° 38′ 27″ N, 8° 20′ 47″ O | Bild gesucht BW |

## Schutz- und Pflegemaßnahmen
Der im Jahre 2005 gegründete Katzenfurter Verein für Heimatgeschichte e. V. hat es sich als eines seiner Hauptanliegen zur Aufgabe gestellt, diese Grenze mit den dort befindlichen historischen Grenzsteinen zu unterhalten. Unter anderem wurde 2005 der Grenzstein Nummer 50 von Mitgliedern des Vereins wieder an seinem ursprünglichen Standort wieder aufgerichtet und in der Erde fest verankert.
Heute stellen die Grenzsteine als Zeugen der ehemalige Staatsgrenze ein kulturhistorisches Denkmal von lokalhistorischer Bedeutung dar.